# وضعية الجنين

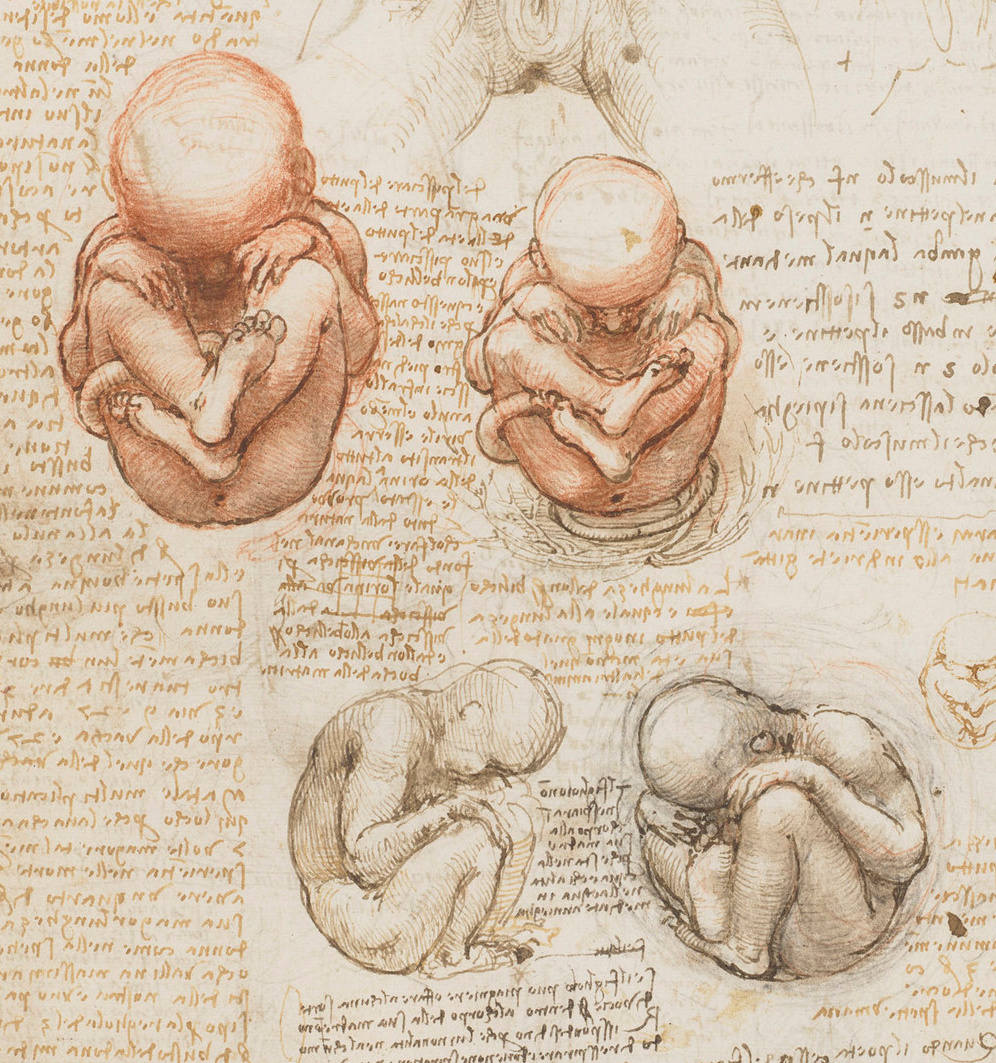
"صور للجنين وهو في الرحم"، ليوناردو دا فينشي، في عام 1510–1512.

وضعية الجنين (بالإنجليزية: Fetal position): كذلك foetal) هي وضعية جسم الجنين قبل الولادة أثناء نموه. في هذه الوضعية، يكون الظهر منحنيًا والرأس مقوسة والأطراف منحنية ومشدودة نحو الجذع.
وتُستخدم هذه الوضعية في مهنة الطب للحد من حدوث إصابة في الرقبة والصدر.
في بعض الأحيان، عندما يتعرض الشخص لصدمة جسدية أو صدمة نفسية (بما في ذلك الإجهاد)، فإنه سيتخذ وضعية الجنين أو وضعية مماثلة ينحني فيها الظهر للأمام ويتم شد الساقين بإحكام نحو البطن بأكبر قدر ممكن وتنحني الرأس بأكبر قدر ممكن نحو البطن ويلتف الذراعان حول الرأس لمنع التعرض لمزيد من الصدمات. وتوفر هذه الوضعية حماية أفضل للمخ والأعضاء الحيوية من الحماية التي توفرها وضعية التمدد على الأرض، لذلك فإنه من الواضح لماذا تُعتبر هذه الوضعية رد فعل فطريًا للإجهاد أو الصدمات الشديدة عندما يكون المخ غير قادر على التكيف مع البيئة المحيطة وفي جوهره «يتوقف» مؤقتًا.
وقد لوحظت وضعية الجنين لدى مدمني المخدرات، الذين يتخذون هذه الوضعية عندما يعانون من أعراض الانسحاب. ومن المعروف أيضًا أن الذين يعانون من القلق يتخذون وضعية الجنين أثناء تعرضهم لنوبات الذعر.
والكثير من الناس يتخذون هذه الوضعية عند النوم،لا سيما عندما يصبح الجسم باردًا.
ووجدت دراسة أجراها الأستاذ كريس إيدزيكويسكي (Chris Idzikowski)، مدير مركز خدمة تقييم واستشارات النوم (Sleep Assessment and Advisory Service) أن الناس الذين ينامون في وضعية الجنين باستمرار يميلون إلى أن تصبح لديهم شخصية خجولة وحساسة.
وعادة ما يوصى باتخاذ هذه الوضعية والادعاء بالموت كإستراتيجية لإنهاء هجمة الدب.
والكثير من صغار الثدييات، خاصة القوارض، تظل في وضعية الجنين بعد ولادتها بفترة.